# 14613 Sanchez
14613 Sanchez eller 1998 TP2 är en asteroid i huvudbältet som upptäcktes den 13 oktober 1998 av OCA–DLR Asteroid Survey (ODAS). Den är uppkallad efter Christian Sanchez.
Asteroiden har en diameter på ungefär 6 kilometer.